# Championnats d'Europe de beach tennis 2009
 (mars 2024).
Si vous disposez d'ouvrages ou d'articles de référence ou si vous connaissez des sites web de qualité traitant du thème abordé ici, merci de compléter l'article en donnant les références utiles à sa vérifiabilité et en les liant à la section « Notes et références ».
Navigation
Édition précédente Édition suivante
Les championnats d'Europe de beach tennis 2009, deuxième édition des championnats d'Europe de beach tennis, ont eu lieu du 4 au 6 septembre 2009 à Cagliari, en Italie. Le double masculin a été remporté par les Italiens Fabio Felisatti et Andrea Fiocchi, le double féminin par les Italiennes Laura Olivieri et Mara Santangelo et le double mixte par les Italiens Simona Briganti et Alessandro Calbucci.